# EPOXI
EPOXI是美國國家航空暨太空總署的一项无人太空探测任务，由马里兰大学主导。探测任务使用已有的深度撞击号探测器进行一系列新的观测。它最初对地外行星进行研究，之后在2010年11月4日进行了对哈特雷2号彗星的近距离探测。 新任务原本准备在2007年7月3日对Boethin彗星进行飞掠，但是由于那时该彗星由于轨道无法精确计算，任务随后被更改为飞掠哈特雷2号彗星。